# Üsd, vágd, focizzál!
Az Üsd, vágd, focizzál! (kínai nyelven 少林足球, jyutping: Siu3 lam4 Zuk1 kau4, pinjin: Shàolín Zúqiú, magyaros mandarin: Saolin Cucsiu), ismertebb címén Shaolin foci egy 2001-ben bemutatott hongkongi akcióvígjáték Stephen Chow rendezésében és főszereplésével. A film 2001 legtöbb bevételt hozó hongkongi filmje volt, külföldön is nagy népszerűségre tett szert.

## Történet
Sing a kungfu nagymestere, ám a modern világban már senkit sem érdekelnek a harcművészetek, és Sing hiába próbálja meg népszerűsíteni a kungfut mindenféle módszerrel, nem jár sikerrel. Egy nap megismerkedik egy sportmenedzserrel, aki valaha labdarúgó volt. Mikor a menedzser rájön, hogy Singnek mekkora erő van a lábában, azonnal előáll az ötlettel: alapítsanak kungfu-focicsapatot. Sing, mivel úgy véli, a népszerű sporttal promotálhatja a kungfut is, belemegy. A végső mérkőzésen egy igencsak kemény, a fair play szabályait nem ismerő csapat ellen kell megküzdeniük a saolinoknak.